# Довге (Ніжинський район)
До́вге —  село в Україні, у Талалаївській сільській громаді Ніжинського району Чернігівської області. Населення становить 15 осіб. До 2019 року орган місцевого самоврядування — Безуглівська сільська рада.
Максимальна протяжність села - 1,25 км.

## Населення

### Мова
Розподіл населення за рідною мовою за даними перепису 2001 року:
| Мова       | Кількість | Відсоток |
| ---------- | --------- | -------- |
| українська | 15        | 100%     |